# シナンジュ (ガンダムシリーズ)
シナンジュ(Sinanju)は、「ガンダムシリーズ」に登場する架空の兵器。有人操縦式の人型ロボット兵器「モビルスーツ(MS)」。初出は2007年より発表された小説『機動戦士ガンダムUC』。
作中に登場する軍事勢力「ネオ・ジオン軍」の残党「袖付き」の首魁「フル・フロンタル」の専用機。特殊能力者「ニュータイプ」の操縦を前提とした高性能MSで、赤い機体色に金色の装飾、背中に備えた翼状の推進器が特徴。元々は作品の主役MS「ユニコーンガンダム」のプロトタイプとして「地球連邦軍」が開発した機体だったが、裏取引の末「袖付き」の手に渡りフロンタル専用機として改修された。改修前の姿は「シナンジュ・スタイン」と呼称され、短編小説『機動戦士ガンダムUC 戦後の戦争』や劇場アニメ『機動戦士ガンダムNT』などに登場する。アニメ版『機動戦士ガンダムUC』の最終決戦などには、シナンジュをコア・ユニットとした巨大モビルアーマー(MA)「ネオ・ジオング」が登場し、劇場アニメ『機動戦士ガンダムNT』にもシナンジュ・スタインをコア・ユニットとした巨大MA「IIネオ・ジオング」が登場する。

## デザイン
メカニックデザインはカトキハジメによる。これまでのライバル機となる敵MSは大きくて重いイメージであり、『機動戦士ガンダムUC』の時代ではすでにサザビーやα・アジールが登場しているため、同じイメージの延長線上でデザインしても2 - 3番手になってしまう。また、ユニコーンガンダムと同様に映像化や模型化をひとまず考えないでデザインできる機会でもあり、チャレンジ的な意味合いも込めて頭身の高いスマートなプロポーションに、ジオン系MS特有のラインをさらに推し進めた曲線でまとめ上げていったとのこと。
原作小説『ガンダムUC』の著者である福井晴敏は、同作品におけるライバル機体としての存在意義について、ユニコーンガンダムが「可能性の獣」なら本機は現実を突き付けて絶望へと誘う「可能性の破壊者」であると位置付けている。搭乗者のフル・フロンタルというキャラクター自体が「シャアを彷彿とさせる仮面キャラが『ガンダム』に出る」という保守的な発想から生まれており、ネオ・ジオンという改革派のトップであるにもかかわらず後ろ向きな大人に対して、閉塞した世界を変えていこうとする主人公（バナージ・リンクス）が組み伏せるのか、あるいはその逆なのかを両機の対決に象徴させたと語っている。

## 設定解説
地球連邦宇宙軍再編計画「UC計画」の一環として、アナハイム・エレクトロニクスがサイコフレームの限界性能とデータ収集を目的に開発した試作MS「シナンジュ・スタイン」をネオ・ジオン残党軍「袖付き」が強奪し、これを改修し完全な実戦機体として完成させたものが本機体であるとされる。かつて同社が開発したMSN-04 サザビー、RX-93 νガンダムと同じく、機体の駆動式内骨格「ムーバブルフレーム」の一部にパイロットの脳波に反応する特殊構造材「サイコフレーム」を採用したニュータイプ専用機とされる。サザビーなどと比べてスマートな体形なのは、技術進歩によるサイコフレームの多用化の実現によってサイコミュ装置の小型化が可能となり、それに伴って機体サイズの小型化が成功したためとされる。
ユニコーンガンダムの「NT-D」発動時（デストロイモード）の実験機としての側面も持っており、この機体（厳密には後述のスタイン）で検証されたデータを基にユニコーンガンダムが開発された経緯があり、そのことから同機とは言わば“兄弟機”の関係にあるが、宇宙世紀0094年にアナハイム社から「袖付き」に強奪（実際には強奪に偽装して譲渡）され、ユニコーンガンダムと刃を交えることとなる。強奪後は「袖付き」を象徴して率いるフラッグシップ機たるべく、全身の外装をジオン風に一新し、真紅の塗装と金色のエングレーブが施され、ネオ・ジオン軍のエンブレムをそのまま具現化したような姿となった。この装飾は「袖付き」の雑多な勢力の寄り合い所帯をまとめる意匠であると同時に、シナンジュや親衛隊機、その他のエース機の当該部分にはガンダリウム系の新合金が採用され、一般機より装甲が強化されていると設定されている。性能面でも、操縦者であるフル・フロンタルの操縦技術に合わせた操縦系統の改良や、更なる推力の強化が行われた。これらの「袖付き」独自の強化改修も相まって、MS単体の戦闘能力はユニコーンガンダムと互角にまで引き上げられ、フロンタルの卓越した技量を体現する性能を実現するに至り、作中では単機で戦況を左右するほどの戦闘力を見せ、完成機であるユニコーンガンダムとも互角以上の戦いを繰り広げた。
ネオ・ジオン残党軍「袖付き」の首魁であるフル・フロンタルが搭乗し、真紅に染め上げられた機体が青い残光によって彗星の如く軌道を描きながら戦場を高速移動するその姿から、パイロットのフロンタルと共に「赤い彗星の再来」と渾名され、総帥シャア・アズナブルを失い士気の低下したネオ・ジオンの崇拝と士気高揚の対象となり、地球連邦軍からは脅威の対象として恐れられていたとされる。
ファンネルなどの直接的な武装としてのサイコミュ兵装は持たないが、ニュータイプパイロットの思考波をMS内部のサイコフレームに感受させ、パイロットの脳内操縦イメージを機体の挙動へダイレクトに反映させるサイコミュ思考操縦システム「インテンション・オートマチック・システム」を搭載しており、MS単体の機体制動・追従性・機動性を極限にまで突き詰めて設計されており、通常の手動操作を凌駕する反応速度と動作精度を誇る。これによりサイコミュによる直接的な兵装なしに機動性のみで当代随一の機体として完成した。操縦補助以外にも、開発側が意図していなかった機能として、乗り手の意思を汲み取るこのシステムを搭載する「UC計画」によって誕生した3機（ユニコーン、バンシィ、シナンジュ）は、パイロットのニュータイプ能力に呼応し、サイコフレームが最大共振すると、第二次ネオ・ジオン抗争時のνガンダムと同様に、虹色の光の力場「サイコ・フィールド」を機体から発し、他のMSとは一線を画する超常的な力を見せた。
元々はサイコフレームをメインフレームに据えたMSの、一般パイロットの操縦では計測不可能な限界値を取得するべく、機械上での試験運用を目的とした実証実験機で、驚異的な機動力と追従性を誇るも、発生する加速度（G負荷）によるパイロットへの肉体的負荷は殺人的なレベルで、なおかつインテンション・オートマチック・システム制御のサイコミュによる精神的負荷もあるため、一般パイロットにはまず乗りこなせない“極めて端的な”MSであったとされている。その限界値を突き詰めた設計ゆえ、人間が乗り込む機動兵器としては欠陥機とも言えるMSであったが、実際には人を超えた「ある者」に向けて造られていたとされる。強奪に偽装した譲渡という形でネオ・ジオン残党軍「袖付き」の手に渡り、「赤い彗星の再来」と渾名され、ニュータイプとしてもMSパイロットとしても高い能力を誇るフロンタルが操縦することで、あくまで理論上であったそのポテンシャルを、作中の戦闘にて遺憾なく発揮することとなった。
バックパックと両脚脹脛の左右側面に備えたフレキシブル・スラスターと、全身に配された多数のスラスター群により、いかなる姿勢においても高い機動力を発揮する。背面の推力偏向スラスターは猛禽類の大きな翼を想起させるような形状になっており、最大出力時には羽ばたくような挙動を行う。背面の推力偏向スラスターの下部には、サザビーのものよりも大型のプロペラントタンクが配置されており、戦闘ではこれを意図的に切り離すことで囮としても利用した。その高機動性は、インダストリアル7から脱出したネェル・アーガマを攻撃する際、周囲の無数のスペースデブリをまったく意に介することなく高速移動しながら戦闘していることからも窺える。フレキシブル・スラスターの進化と可動域の拡大により機動性能は更なる強化を遂げ、スタインで実証テストを重ねた後に段階的に行う予定であった「超高機動モード」への移行を一足飛びに導入したシナンジュは、通常のMSには実現不能なアクロバティックな機動戦闘を行うに到った。
本来スタインはあくまで実験機であったこともあり、装甲の耐弾性には不安があったが、シナンジュの装甲は耐ビーム・コーティングが一般的なMSの2層構造より3層も多い5層構造へと強化されている。ネオ・ジオン残党軍を実質的に牽引するフル・フロンタルがフラッグシップ機として搭乗することもあり、パイロットの生存性を高めるためコックピット・ブロックは全面をルナ・チタニウムX系の材料で覆ったことで、スタインより遥かに防御力は向上し実戦機として充分な強固な装甲を有した。また、シナンジュとその直属の親衛隊機やエース・パイロット機の、袖や襟のような装飾のエングレービング部分は、ガンダリウム系の新合金（ルナ・チタニウムXとする説もあり）が採用され、一般機より装甲が強化されているとする説もある。

### シナンジュ（サイコ・フィールド）
小説版における、バナージ・リンクスの駆るユニコーンガンダムとの最終決戦では、フロンタルの高いニュータイプ能力にシナンジュのサイコフレームが呼応し、兄弟機であるユニコーンと同様に機体から虹色に輝く光を発する。対峙する2機から放たれる虹色のサイコ・フィールドのぶつかり合いによって、サイコフレームを搭載していないMSでは介入不可能なほどの力場を発生させるなど、超常的な戦闘を繰り広げた。その決戦の終盤では、巨大な亡霊のような禍々しいオーラでその身を包むまでに到り、フル・フロンタルの思念によって物理法則を悉く捻じ曲げるという常識を超越した力で、ユニコーンとバンシィの2機を驚異させた。激闘の末、バナージに「亡霊は暗黒に帰れ！」と断じられながらユニコーンの両腕のビーム・トンファーで機体を貫かれ、数百メートルにも至る最大出力を超えた巨大な光刃により撃墜された。
アニメ版では、映像化に際してこのオーラを巨大な機体として具現化したいとの案から、シナンジュをコア・ユニットとした巨大MA「ネオ・ジオング」が登場することとなったため、このシーンは無くなった。トレーディングカードゲーム『ガンダムウォーネグザ』では、アニメ版では見られなかった小説版の最終決戦におけるこの姿が、「シナンジュ（サイコ・フィールド）」としてイラストカード化されている。

### 武装
60ミリバルカン砲
スタイン時より頭部左右に内蔵された、連邦系MSの特徴でもある近接防御用の機関砲。
ビーム・ライフル
本機専用に開発された長銃身（ロングバレル）型の高出力ビーム・ライフル。腰部背面のラックに取り付け可能。オプション機能として銃身下部にグレネード・ランチャーか、後述のロケット・バズーカを、上部にはサイトセンサーを取り付け可能。
その威力は一般的なビーム・ライフルより高く、ロングバレルから放たれる一撃は、ネェル・アーガマなどの強襲揚陸艦のカタパルトデッキを容易に貫通するほど。フロンタルの高い射撃技術との相性も良く射程にも優れ、長距離狙撃も行える。兄弟機であるユニコーンガンダムのビーム・マグナムに一撃の威力こそ劣るが、継戦能力の観点で言えば優れる。
フル・フロンタルがスタインのハイ・ビーム・ライフルをシナンジュの主武装には適さないと判断したため、彼の意向に沿った兵器を調達する必要が生じた。そんな折にスタイン強奪に相前後して強奪した物資の中に、新興武器製造メーカー開発の次期主力・支援火器候補のMS用統合火器システムが発見された。それは主武装となる長銃身型ビーム・ライフルと、それに付随した外装式のオプション装備を交換することで様々な戦況に対応可能な武装一式で、スタインによる運用試験を予定していたものであった。フロンタルは配下の技術者にこのビーム・ライフルを自身の要望に合わせた調整と改修を命じ、これに従いカスタム・チューンされシナンジュ専用のビーム・ライフルが完成した。
ビーム・サーベル
スタイン時より前腕部の装甲内に格納される斬撃武装。ユニコーンガンダムへと継承される機構の1つで、前腕部に取り付けたまま使用することも可能。
ビーム・アックス
シールド裏面に2基収納されるビーム斧。シールドに装着したまま使用することもできる。サザビーのビーム・トマホークと同様に、出力を上げることで「ビーム・ソードアックス」となる。また、ユニットを連結してビーム・ソードアックスを2基同時に発生させることで「ビーム・ナギナタ」としての運用も可能で、その用途は多彩。ビーム・ナギナタを手元で高速回転させることで疑似的なビーム・シールドのように用いることもできる。
原作小説と異なり、OVAシリーズの本編中ではビーム・ナギナタとして使う場面はなかったが、OVAシリーズをテレビフォーマットに再編集したテレビシリーズ『機動戦士ガンダムユニコーン RE:0096』のオープニングテーマ「Into the Sky」での映像では使用する場面が見られる。
シールド
スタイン専用のシールドを解体し改良したもので、それに伴いビーム・ライフルなどと同じ次期MS用統合火器システムのアタッチメントやカプラーが流用されている。
サザビーのシールドを若干細身にした形状の表面には、ネオ・ジオンの紋章と金色のエングレーブが施されている。裏側にはビーム・アックス2基と、ビーム・ライフル下部に取り付け可能なグレネード・ランチャーやロケット・バズーカが結合できる。また、前腕部以外にもショルダーアーマーに直結しているスラスターユニットに取り付けることができる。先端が鋭く尖っており、打突武器としても使用される。作戦内容によっては装備せずに出撃することもある。
ロケット・バズーカ
本機専用の実弾火器。作戦内容や戦況に応じて携行する。ユニコーンガンダムのハイパー・バズーカと同様、砲身の伸縮が可能。ビーム・ライフルと同じく腰部背面のラックへ取り付けて携行できるほか、ビーム・ライフルの銃身下部やシールドの裏面に装着することもできる。なお、シールドなどに装着時は砲身を縮めているが、この場合は弾頭の初速が遅くなるという欠点もある。
アニメ版のゼネラル・レビル戦にて、ビーム撹乱幕を展開されてビーム・ライフルでの長距離狙撃を阻害された際には、ビーム・ライフルの銃身下部に装着してロングバレル状態で使用し、強力な実弾兵器たるその特性を大いに発揮した。
メカニックデザインのカトキハジメが描いたイラストや設定画ではグレーのみのカラーリングだが、アニメでは砲身部分のみカラーリングが白色に変更されている。

## シナンジュ・スタイン
PlayStation 3専用ゲームソフト『機動戦士ガンダムUC』のダウンロードコンテンツ「episode 0：戦後の戦争」、および同ゲームソフトの特装版に同梱された作者福井晴敏書き下ろしの小説『機動戦士ガンダムUC 戦後の戦争』に登場し『UC-MSV』に分類されているMS。
開発コードは「スタイン01」で、名称の「スタイン(stein)」はドイツ語で「石」を指し、宝石の“原石”を意味している。本機があくまで“原石”でしかない、という開発者の揶揄によって付けられた。塗装はライト・グレーと濃紺を基調とする。
量産型νガンダムとは近い時期に、異なる系統で開発されたサイコフレーム搭載機であり、「UC計画」におけるサイコフレームの強度・追従性の実験機として開発された試作MS。シナンジュが「袖付き」でフロンタル専用機として改修される以前の姿で、白いカラーリングと頭部の顔部分はどこかガンダムを彷彿とさせるデザインとなっている。機体強度や耐久性テストを目的とした実証実験機で、様々な限界性能を計測機器上でテストすることを主目的に設計されている上、サイコミュ思考操縦システム「インテンション・オートマチック・システム」の採用もあり、パイロットへの肉体的・精神的な負荷は尋常ではないレベルに達しており、人が直接搭乗しての操縦を想定していないはずの機体だった。だが、その実は人を超えた能力を持つ「ある者」に向けて開発されたと設定されている。
全身にサイコフレームが採用された、フルサイコフレームの機体であり、パイロットを選ぶ仕様となっている。
本機は複数機が存在する。『UC』の前日談に当たる短編小説『機動戦士ガンダムUC 戦後の戦争』では「スタイン01」のMSコンテナが2つあることが描写されており、PlayStation 3専用ゲームソフト『機動戦士ガンダムUC』のダウンロードコンテンツ「episode 0：戦後の戦争」でも、「袖付き」がもう1つのMSコンテナを運び出す描写がある。
νガンダムと、サザビーを開発したアナハイム・エレクトロニクス社の2つの別チームが統合された特別編成のチームで開発された。「袖付き」による改修後と比較して、本来「ユニコーンガンダム0号機」とでも呼べる出自の経緯もあり、連邦系MSの特徴とも言える直線的なシルエット、およびデュアルタイプのセンサー（アニメ版において、シナンジュがモノアイセンサーを損傷した際、スタインの頃にツインアイセンサーがあった位置にサブセンサーが作動している）など、いわゆるガンダムタイプに近い姿・顔立ちが確認できる。スタインにもガンダムタイプと同じくV字型の頭部アンテナの取り付けが予定されており、取り付け用ソケットが額部分に存在するが、試作が遅れ実現には至らなかった。取り付け時の姿は『モビルスーツアーカイブ MSN-06S シナンジュ』にイラストが掲載されている。中央情報局のカルロス・クレイグによれば「あの機体がネオ・ジオンの手に渡れば、戦力のバランスシートが狂って再び戦争が起こる」とまで危惧するほどのMSであり、カルロスは命懸けで当MSがネオ・ジオンの手に渡るのを阻止しようとした。それほどまでの性能を秘めるとされるMSではあるものの、あくまで実験機であり、ネオ・ジオンの領袖フル・フロンタルも強奪直後に操縦した際には「テスト機というだけあって操作系が硬い。磨く前の“原石”のようなもの」と評しており、彼の高いパイロット技能に伴った調整と更なる改良が必須とされた。
漫画『機動戦士ガンダムUC MSV 楔』では「袖付き」による強奪後、フロンタル専用機とするための強化改修の前に実施された、最終稼働確認と改修後（シナンジュ）の専用武装との適合試験が描かれている。その際「操縦に“クセ”がない」という理由から、テストパイロットに適任とされたワークラッハ・バナム少尉が搭乗する。常人には過敏すぎて機体をデッキから出すことすらままならないため、操作系の反応レベルを大幅に落とした状態で運用される。基本動作のあと、ビーム・ライフル、ロケット・バズーカ、ビーム・アックス、シールドの適合試験をおこなう。試験責任者のゴティ・ハヤミ中尉によれば、本機のインテンション・オートマチック・システムは「私たち凡人には扱いようもない代物」と説明しているが、試験中にワークラッハを妬むミノッコ中尉が不用意に煽ったことで、ワークラッハの感情の高まりに同システムが呼応、勝手に動作しミノッコのギラ・ズールのコックピットを殴りつけ、ビーム・ライフルで撃ち抜いてしまう。これを見ていたフロンタルは、ゴティが「こうなるように演出していた」のではないかと指摘するが、彼女を責めることはなく、「（シナンジュへの強化改修を）君に任せて正解だった」と告げる。この件はあくまで試験中の事故として処理されるが、ワークラッハは収監される（漫画『機動戦士ガンダム U.C.0096 ラスト・サン』より）。
アニメ版『UC』ではシナンジュによるネェル・アーガマ襲撃の際、アルベルト・ビストが提供したシナンジュの機体データ画像が登場するが、スタインともシナンジュともデザインが若干異なる。これは、アナハイム・エレクトロニクス社と地球連邦軍の情報部が作成した「改修された後を予測した仮定のデータ」に過ぎなかったためと言われている。OVAシリーズをテレビフォーマットに再編集したテレビシリーズ『機動戦士ガンダムユニコーン RE:0096』の前期エンディングの映像にも、このデータ画像が登場している。『モビルスーツアーカイブ MSN-06S シナンジュ』には、このデータ画像に基づいたカラーイラストも掲載されている。
デザインしたカトキハジメによると、シナンジュとその改修前の当機はHi-νガンダムの機体レイアウトを意識してデザインしたとのこと。

### 武装（スタイン）
ハイ・ビーム・ライフル
インテンション・オートマチック・システムに連動した射撃管制システムを搭載した、νガンダム（HWS装備型）のハイパー・メガ・ライフルに似た形状の大型火器。
改修後のシナンジュの主武装には不採用となった。これは機体と同じく強奪品であることから消耗・交換部品の調達が困難であったためと一般的には思われていたが、実際はハイ・ビーム・ライフルの構造に起因する重量バランスとサイコミュ対応機材のレスポンスが、フル・フロンタルの操作感覚に馴染まず、射撃管制システムに依存せずとも高い射撃技術を誇るフロンタルにとっては、射撃管制システムの多機能性が煩わしかったことが要因であったとも言われている。
シールド
νガンダムのシールドに似た形状で、裏面にビーム・キャノンとミサイルを備える点も共通する。

### シナンジュ・スタイン（ナラティブVer.）
SINANJU STEIN (NARRATIVE Ver.)
宇宙世紀0097年を舞台とするアニメーション映画『機動戦士ガンダムNT』に登場（型式番号：MSN-06S-2）。スペックの数値はすべて通常のシナンジュ・スタインと同一である。
「袖付き」に強奪された「スタイン01」のユニット2ケースのうち、残る1ユニットを運用したもの。シナンジュへと改修されたフロンタル機のように改装を施されることなく、塗装もそのままだが、プロペラントタンクはシナンジュと同様のものへと大型化され、袖と胸部には「袖付き」の意匠が加えられている。パイロットはジオン共和国軍のゾルタン・アッカネン大尉。ゾルタン隊が「袖付き」を装うのは、フェネクス捕獲にまつわる一連の作戦を「袖付き」の手によるものと偽装するためである。
ユニコーンガンダム3号機 フェネクスの捕獲作戦「不死鳥狩り」の際に、新サイド6のコロニー「メーティス」で同じ目的で行動していた連邦軍シェザール隊のナラティブガンダム B装備と遭遇戦になるが、コロニー内でも躊躇することなくハイ・ビーム・ライフルを発砲し、コロニーおよび住民に多大な損害を与える。

#### 武装（ナラティブVer.）
ハイ・ビーム・ライフル
名称こそ同じだが、強奪時の初期装備品のハイ・ビーム・ライフルとは別物で、シナンジュ用に製作されたビーム・ライフルにジャケット・パーツを取り付けた構造に変更されており、銃身下部にシナンジュ用のグレネード・ランチャーやロケット・バズーカを接続することが可能。
シールド
強奪時から先端の形状が変わり、シナンジュのシールドに似た尖った形状に改修された。また "AE" のロゴが消されて、ネオ・ジオン軍のエンブレムが描かれている。
裏面のビーム・キャノンとミサイルは取り外され、代わりにシナンジュのシールド同様に、グレネード・ランチャーやロケット・バズーカといったオプション装備の取り付けが可能なアタッチメントパーツが増設されている。これら2つの武装は、オプション装備ではあるもののスペックの武装欄にも追加されている。『NT』劇中ではシールド裏面にグレネード・ランチャーを装着していた。

## ネオ・ジオング

### デザイン（ネオ・ジオング）
メカニックデザインはシナンジュ同様カトキによる。デザインの発端は、アニメ版『UC』ではストーリーを担当した小説版著者の福井が、小説版『UC』の最終決戦でシナンジュが全身にまとった「巨大な亡霊のようなオーラ」を映像化に際して機体として具現化できないかと提案したことによる。福井としては、シナンジュがスカートとスーツの追加装甲を装着したような通常のMSより一回り大きい程度のイメージだったが、アニメ版『UC』監督である古橋一浩からの、作品の最後を飾る強敵として、挑みかかる若いふたりを上から目線の「不動の構え」でいなす「仏様」のような神々しい機体にしたいという案と、ノイエ・ジールやα・アジールといったジオン系大型機動兵器の系譜を考えると、これくらいの大きさは必要だというカトキの案から、全高100メートルを超える規格外の巨体という設定になった。結果的にカトキは、ユニコーンとバンシィが2機がかりでも苦戦する構図がすんなりできたことに加え、最終エピソードを象徴するサプライズ機体になったのではないかとOVA完結後に語っている。
古橋は、バナージとフロンタルがアムロとララァのように「刻」を形象として垣間見るシーンは、初期稿では実際にタイムトラベルする構想であったとしている。初期稿のシナリオや絵コンテからもそれがうかがえ、万物の存在を許さぬ虚無の世界に到ったことが原因で、ユニコーンとネオ・ジオングの2機が崩壊していくシーンもあった。だがストーリー担当の福井に、実際にタイムトラベルするのではなく、あくまで「宇宙の記憶」をフラッシュバックとして見ているような精神的なイメージに留めてほしいとの要望を受けたことで、決定稿では改訂されたという経緯がある。これについて福井は、サイコフレームを便利に使いすぎており、『ガンダム』の世界でそれを出すのは難しいため、あくまで「ふたりの精神的なもの」としてもらったと述べている。そのため、アニメ中ではユニコーンとネオ・ジオングが虚無の世界で崩壊していくシーンは削除され、後述のユニコーンによる「ソフトチェストタッチ」の影響で、物理的に崩壊する展開に変更されている。他にも初期稿には、ユニコーンがコロニーレーザーの相殺に挑んだ際、1回きりの奇跡であることをより強調するため、ネオ・ジオングのサイコフレームの残骸がユニコーンの周囲に集まり、サイコ・フィールドの発生を助ける構想もあったが、演出上うまく見せる方法が浮かばず不採用にしたことも語っており、こちらも初期稿の絵コンテには残っている。
設定協力の関西リョウジによると、この機体を「袖付き」のみで作れたはずがなく、ユニコーンガンダムへの抑止力としてアナハイムから譲渡されたイメージとしている。機体名は、当初シナンジュにドイツ語を合わせた案を考えていたが、シナリオ打ち合わせで脚本家のむとうやすゆきが仮称として書いた「ネオ・ジオング」が好評で、そのまま採用されたという。アニメ版の続編である『機動戦士ガンダムNT』にも同型機であるIIネオ・ジオングが登場し、同作品では脚本を担当した福井は、天界から力を得ている同機は今の世には行き過ぎたいわゆる「オーパーツ」であり、天界の力が噴き出してしまった特異点のような存在であるとイメージを述べている。
その他アニメ版『UC』では、福井からの案で、ユニコーンとネオ・ジオングが虚無の世界を垣間見た後に現実へと帰還する際に、富野由悠季監督のアニメ作品『伝説巨神イデオン』の主人公メカ「イデオン」の兵器「イデオンソード」と同じ効果音が挿入されている。

### 設定解説（ネオ・ジオング）
OVA版『機動戦士ガンダムUC』の最終章episode 7に初登場。「袖付き」がフル・フロンタルのために設計・開発した、シナンジュをコア・ユニットとする拠点攻略用巨大MA（モビルアーマー）。一年戦争での最終決戦の際にシャアが搭乗したMSジオングの名称と機体コンセプトを踏襲し、脚部を排除した純粋な宙域専用機として完成した。全高100mを超えるハル（外殻）・ユニットを組み合わせた独特な機体構成になっており、インテンション・オートマチック・システムを搭載したシナンジュを管制中枢として据える事で、多数の大型サイコミュ兵器を備えた規格外の巨体の運用をフロンタルの単独操縦で実現している。この独特な機体構成は、追従性など機動性能にのみ作用していたシナンジュのサイコフレームとインテンション・オートマチック・システムの力を最大限に引き出すための方策であり、いわばハル・ユニットはシナンジュ専用に誂えられたサイコミュ増幅兵器、あるいは機能増幅装置。であるとも言える。
シナンジュのサイコフレームを基点とした新技術のサイコミュ兵器や、巨大MA特有の大火力の多彩な兵装を多数備え、コア・ユニットのシナンジュだけでなく、そのパイロットであるフロンタルの驚異的なニュータイプ能力と卓越した操縦技術まで鑑みて造られた本機は、すべてが成立することで初めて“想像を絶する”力を生み出すことができる。機体の堅牢性も非常に高く、最終装甲のみならず肩部コンテナを展開させた際に露見する内部躯体も同様の高い防御力を誇り、並の兵器で本機を撃破することは極めて困難とされる。機動性においても、大型ブースターで構成されるスラスター群は戦艦クラスの莫大な推力を有し、巨体に不釣り合いな機動性を本機に与えている。ただし、既存の大型機と同様に運動性能は低く、接近戦に適した機体とはいい難かった。
しかし以上のような基本スペック以上に、基幹技術であるサイコシャードによってユニコーンガンダムが発揮する超常的な力と同様の現象を人為的に引き起こせるその性能から、「他機体を掌握しイメージを具現化する最強のサイコミュマシン」と評されている。このサイコシャード発生器を始め、フル・フロンタルが基礎設計をしたネオ・ジオングのコア技術は、ジオン共和国（サイド3）にとってはブラックボックスであり、彼の死後も解析できなかった。このためジオン共和国内において、当機体は「シャアの亡霊に取り憑かれたフロンタルが“この世ならざる知識”で造り出した」とも噂されている。
元々は連邦軍から強奪した機体であるシナンジュを技術基点とし、かつこれだけ巨大な機動兵器を「袖付き」の戦備状況で新たに用意できたことは、多くの矛盾を孕んでいるが、これは一部技術提供、生産をアナハイム・エレクトロニクス社側が行い、「UC計画」本来の目的遂行における障害を排除するためのカウンターパワーとして「袖付き」へ供給されたとの説がある。また他に、第二次ネオ・ジオン抗争に戦線投入を目指し宇宙世紀0093年3月には約60％まで完成していたという大型MAのβ・アジールを解体して本機開発の資材に流用したという説もあるともされている。その設計思想にはジオングやα・アジール以外にも、ノイエ・ジールやサイコガンダムMk-IIなどの過去のネオ・ジオンの大型機動兵器のデータも参考にされたとも言われている。

### 武装（ネオ・ジオング）
大型アームユニット
本機体が規格外の巨体であることから、その大型アームユニットによる直接攻撃は、スケールに劣る通常サイズのMSには単純ゆえ防ぎようのない質量兵器となる。その動きは猛突進するバンシィを容易く捕えるほどに速い。いわゆる五指に当たる先端部は、巨大なマニピュレーターのハンドパーツとして、敵機体をその豪腕で力任せに握り潰したり殴りつけたりなどの原始的な用途だけでなく、ジオング同様に5連装メガ粒子砲や、個々に分離するとそれぞれが有線式大型ファンネル・ビットとなる。背面の一見ブースターに見える4基のブロックも変形して同様のアームユニットとなる。これらのアームは肩部に内蔵されたレールをスライド移動して前方にも後方にもフレキシブルに可動し、前方後方どちらからの襲撃にも対応することができる。作中、その頑強さからシルヴァ・バレト戦ではシールドの様な用途にも使用し、そのミサイルによる攻撃を無傷で防いでいる。アームユニットの強烈な打撃でシルヴァ・バレトを殴り飛ばして機能停止させた。
ユニコーン及びバンシィ・ノルンとの最終決戦では、6本の腕を駆使して2機を同時に拘束、その豪腕で力任せに握り潰し2機のガンダムを窮地に追い込んだ。特にバンシィには一時的に戦闘不能となる程のダメージを与えた。だがその後、前方の2基はユニコーンの貫手での抉るような打突攻撃で破壊され、後方の4基を前方に展開して再度拘束したが、その4基もユニコーンが全身から発した“暖かな光”を受けると浄化されるように灰状に分解されてしまった。
この他にも、スカート内側にはランディングギアになるサブアームが前方に2基、後方に1基隠されている。前述のアームユニット6基に比べれば小型だが、それでも本機の巨体ゆえ通常のMSならば容易く掴める程のスケールは有しており、近接戦時にはこれらのアームを生かしたトリッキーな近接戦が行える。
有線式大型ファンネル・ビット
それぞれの腕部先端に各5基1セットで装備されており、フロンタルが搭乗すると五指のような表情のある動きをみせる。腕部先端に結合したまま5連装メガ粒子砲としてや、ビームを照射しつつ独立稼動させて大型のビーム・サーベルのように用いられる他、個々に切り離して有線式の大型ファンネル・ビットとして遠隔操作を行いオールレンジ攻撃が可能。それに加えて、ビットに内蔵する有線式の掘削機型ワームロッドを敵機体に直接撃ち込むことで、その機体制御を強制的に乗っ取り自らの戦力として利用できる「ジャック」機能を持つ。このジャック機能はMSに止まらず、敵拠点要塞の管制システムの掌握までもが可能で、単機で敵拠点を内外から文字通り完全制圧できる。ユニコーンガンダムの「サイコミュ・ジャック」を人為的な兵器転用を試みて発展させた武装と推測されている。アームユニット内部には再装填用の予備分のビットも格納されており、正確な実装数は不明。
アームユニットのマニピュレーターとして敵機体を掴んで拘束した状態から、直接ファンネル・ビットを撃ち込み機体制御をジャックすることも可能だが、『UC』本編にてユニコーンを拘束した際、機体をジャックしなかったのは、強制的に従わせるのではなく、バナージを真の意味で懐柔しようと試みていたため、ジャック機能を使わなかった。
一方、WALL-G特別映像『機動戦士ガンダムUC ペルフェクティビリティ』におけるユニコーンガンダム ペルフェクティビリティとの戦闘シーンでは、全アームのファンネル・ビットを駆使してオールレンジ攻撃を仕掛け、ペルフェクティビリティのアームド・アーマーDEをジャックした上で、装備の自爆に追い込んでいる。
肩部大型ウェポンコンテナ
両肩内部は大型ウェポンコンテナでもあり、シナンジュの専用武装や、ミサイルなどの様々な武器を満載している。『UC』作中ではロケット・バズーカを2挺同時に取り出して、コア・ユニットのシナンジュが直接携行し、合体前と同様の精度で使用した。他にどのような武装が、どれだけの量収納されているかは不明。
肩部大型メガ粒子砲
両肩部前面に4門、裏面に2門、合計6門を備えた大火力の内蔵火器。収束・拡散の用途の選択が可能な光束放射として機能し、広範囲の敵を一挙に殲滅できる。
大口径ハイメガ粒子砲
腹部中央に内蔵された大型ビーム砲。連射回数こそ制限されるものの、パワージェネレーターの潤沢な出力を転化させて放つ砲撃は、大火力兵器を多数備える本機の武装の中でも最大火力を誇る。
腰部Iフィールド・ジェネレーター
本機体の規格外の巨体を防御するため、それに伴った大型のIフィールド・ジェネレーター発生器を腰周りに4基搭載し、有用な防御手段として機能する。
Iフィールドで本体全体を覆い守れるように配備されているが、下方に追加装備された2基のシュツルム・ブースターまではIフィールドが覆いきれず、最終決戦にてユニコーンとバンシィ・ノルンのビーム・マグナムから放たれた攻撃は、本体への直撃は防ぐもIフィールドが分散させたビームの余波がシュツルム・ブースターを爆発させた。
シュツルム・ブースター
推進器とプロペラントタンクの機能性を併せ持った大型ユニット。2基を下部に足のように追加装備できる。戦況に応じて意図的に切り離すことが可能で、切り離した際には接続基部が展開し「蓮華」のような形状のメインスラスターが出現する。このスラスターのみでも戦艦と同クラスの莫大な推力を生み出すことができる。そのため、その巨体からは想像できないほどの高速機動戦闘が本来可能なのだが、作中の最終決戦ではバナージを懐柔しようと、挑みかかる若い二人を真っ向から“不動の構え”で迎え撃つ形の戦闘をフロンタルが行ったため、本編中での戦闘においては、その高機動性を遺憾なく発揮した戦闘が披露される機会はなかった。だが、最終決戦にて戦場をメガラニカから宙域へと移す際に、その高機動性を垣間見られる場面は確認できる。
サイコシャード発生器
両肩部の大型スラスターユニット側面とスカート側面に搭載された、本機体の神髄とも言える大型サイコミュ兵器。ハル・ユニット自体はサイコフレームを備えないが、シナンジュのサイコフレームを増殖母体として、擬似サイコフレーム「サイコシャード」を増殖生成させることで、ネオ・ジオングの巨体を囲んでしまうほどの巨大なリングを形成する。
これはシナンジュのサイコフレームと共鳴反応を起こす特性を有しており、かつてνガンダムが引き起こした「アクシズ・ショック」のような、サイコ・フィールドに“限りなく近い”現象を意図的に再現することが可能となり、フロンタルは自身の望む脳内イメージや想念を実現・具現化するという形で運用している。
サイコシャードは「袖付き」によって発見された技術ではなく、一説にはユニコーンガンダムの試験中に発生した偶然の産物であるとされ、流出したそのデータを用いて完成したとさせる。サイコシャードの発生原理は、サイコフレームの中に封じ込められた金属粒子並みのコンピュータ・チップ（ナノサイズの集積回路）が散布され、サイコフレームが作り出す力場の中で結晶化して疑似的なサイコフレームを生成したものであり、その効果は具体的にパイロットが望む脳内イメージをどこまで実現可能なのかなど、未だ数多くの謎を含んでいる。この機能から本機は、サイコ・フィールドが引き起こす人智を超えた奇跡とも言えるような力を、「袖付き」が人為的な現象として兵器転用を目指して到達した機体と言われている。
ユニコーン及びバンシィ・ノルンとの最終決戦においては、フロンタルの「敵の火力を奪う」というイメージを実際の現象として具現化し、敵機体の武装類に干渉して自壊に追い込んでいる。その気になれば眼前の敵を容易く一掃できるだけの能力を持ちながら、あくまで武装のみの破壊に留めた理由は、最終決戦においてもフロンタルはバナージの命を奪う意志まではなく、バナージを懐柔しようと武装をすべて破壊することで戦闘力を殺いで戦意を挫くことを望み、そのために必要な脳内イメージを反映した現象をサイコ・フィールドが引き起こしたためとされる。だが、すべての武装類を破壊されてもバナージとリディは諦めずにマニピュレーターでの戦闘を続行、二人の挑戦に応じるかのようにフロンタルも、自機の武装は爆砕していないにもかかわらず肉弾戦のみで勝負を付けようと試みた。直接的な武器ではないバンシィ・ノルンのアームド・アーマーXCまでをも自壊させたが、ユニコーンガンダムの頭部バルカンのみローゼン・ズール戦ですでに弾切れを起こしていたため、自壊を免れた。
なお、フロンタルの仮面はサイコミュを用いた遠隔操縦デバイスでもあり、両肩のサイコシャード発生器のみでシナンジュの頭上に円形を作り、フロンタルの感応波を受信させることで、コックピットに無人のままでもプログラムに則った遠隔操縦が可能で、作中ではメガラニカの管制システムへのハッキングと本機の自衛戦闘を無人操縦で行った。

### 劇中での活躍（ネオ・ジオング）
アニメ版『UC』作中では、立ちはだかったシルヴァ・バレトをその絶対的な力で圧倒し機能停止させた。その後も、その多彩かつ圧倒的な火力の武装を用い、ユニコーンガンダムとバンシィ・ノルンを2機同時に相手取り追い詰める。その最終決戦の最中、ユニコーンとネオ・ジオングのサイコフレームが共鳴し、“刻”を形象として垣間見る、という人智を超えた現象まで引き起こした（実際にタイムトラベルした訳ではなく、“宇宙の記憶”を精神的イメージとしてフラッシュして垣間見たとの事）。最後は、“刻”の最果ての虚無の世界を目の当たりにしても「それでも…それでも！」と抗おうとするバナージの熱意に呼応したユニコーンが全身から発した“暖かな光”によって、ユニコーンを握り潰そうとしていたアームユニット4基を灰状に分解され、本体にもその“暖かな光”をユニコーンの「ソフトチェストタッチ」によって注ぎ込まれると、搭乗していたフロンタルの中の「残留思念」が浄化され、それに連動してネオ・ジオングも浄化されるように崩壊し灰塵となった。これは、バナージが自身の想いを言葉ではなく“熱”によってフロンタルに伝えようとして取った行動であったが、結果バナージの想いと、その想いを受け容れたフロンタルの心境の変化が、ネオ・ジオングの全身のサイコフレームに作用して、その機体を崩壊に到らしめる結果となった。

### 機動戦士ガンダムUC 不死鳥狩り
この機体は、アニメ版の最終章オリジナルのサプライズ機体として初登場したため、小説版『UC』の最終決戦には登場しない。だが、作者福井晴敏書き下ろしの外伝小説『機動戦士ガンダムUC 不死鳥狩り』にて、小説版の世界観でも「存在していたが、フロンタルの下に届かなかった」という設定が追加されることになった。
前述の通り当機体は、その性能のすべてを完全に引き出すには、コア・ユニットにシナンジュを据えフル・フロンタルが操縦することを前提として開発された兵器だが、この作品ではフロンタルの下への運搬中に発生した戦闘にて、サイコミュ搭載機であるヤクト・ドーガ（アニメ版にも登場した黄土色の「袖付き」仕様）を、臨時のコア・ユニットに代用することで起動を成功させ、ユニコーンガンダム3号機「フェネクス」と交戦した。この時、ヤクト・ドーガには「袖付き」の強化人間パイロットが搭乗していたが、ネオ・ジオングの代用コアになってからは、その場にいないネオ・ジオングの本来の主であるフル・フロンタルの虚無を機体に投影させるための“装置”に成り果てた。
作中、フェネクスにその意思を宿したリタ・ベルナルによると、ネオ・ジオングがその真の主の手に渡り真価を発揮すれば、“刻”を可視化するなど、やがては時空をも操り世界の理すら破壊しかねない危険性を秘めた「今の人の世界に存在してはならないもの」であるとまで断じており、幼馴染であった地球連邦軍シェザール隊のヨナ・バシュタ中尉に、フェネクスの力を用いてのネオ・ジオング本来の主の下に届く前の破壊、という使命を託した。
まだ完全な状態ではないにもかかわらず、フロンタルの虚無を投影しフェネクスを圧倒するネオ・ジオングだったが、ヨナはリタの助力でサイコフレームを最大共振させ緑色に発光させるフェネクスで懐にまで接近、代用コアを担うヤクト・ドーガの胸部装甲に右の掌で接触し、波紋状のサイコ・フィールドをネオ・ジオングの隅々に伝搬させた。するとネオ・ジオングの巨躯は身悶えするような挙動を起こし、背後のサイコシャードが自壊し始めた。それらの破片はフェネクスに隷属するように背中に集積し、全長100メートルを超える巨大な虹色に輝く翼を形成、その翼にネオ・ジオングが全体を優しく包み込まれると、フロンタルの虚無は退散しネオ・ジオングはヤクト・ドーガと共に浄化されるように内側から瓦解し灰塵となった。

### IIネオ・ジオング
宇宙世紀0097年を舞台とする劇場アニメ『機動戦士ガンダムNT』に登場。機体名称の読みは「セカンド ネオ・ジオング」。スペックの数値は、重量およびセンサー有効半径を除きネオ・ジオングと変わらない。
「袖付き」の首魁フル・フロンタルが設計し、地球連邦に接収されていた試作機で、ルオ商会のミシェル・ルオとジオン共和国のモナハン・バハロの裏取引により、ジオン共和国へと横流しされた。機体はネオ・ジオングの予備パーツより組み上げられている。本作では小説『不死鳥狩り』での描写を踏まえ、コア・ユニットはサイコミュ搭載機であれば必ずしもシナンジュである必要はないと設定されており、劇中ではジオン共和国軍のゾルタン・アッカネン大尉が搭乗するシナンジュ・スタインのほか、『NT』の主人公であるヨナ・バシュタが搭乗するナラティブガンダムをコア・ユニットとして合体する場面もある。ウェポンベイの前面ハッチはオミットされ、新たに赤い塗装の施されたフレームが肩部ウェポンベイ正面に追加されている。また、マニピュレーターのみに組み込まれていた有線式誘導機能が腕部にも追加されている。
大森倖三による『NT』の漫画版劇中におけるゾルタンの主張によれば、IIネオ・ジオングはネオ・ジオングの不完全なコピーではなく「本当の姿」とされる。
武装・装備は基本的にネオ・ジオングと同一であるが、劇中では両腕部の各5本の指先（ファンネル・ビット）から長大なビーム刃を発生させており、小説版によれば「新たな装備」であるビーム・ソードとされる。
『NT』の監督である吉沢俊一によれば、肩部にアクセントとして追加された赤い塗装は、歌舞伎の隈取や、生物的な血管をイメージした装飾とされる。また『UC』のネオ・ジオングが「不動の山」というイメージで描かれ、どっしりと居座って動かない演出がされていたのに対し、IIネオ・ジオングは『機動戦士ガンダム』でのジオングの活躍を踏襲し、大胆に飛び回り暴れ回るという方向性で演出したと述べている。

#### 劇中での活躍（IIネオ・ジオング）
ゾルタンが指揮する部隊の母艦「グルトップ」に搭載されるが、大型であるため艦底前部に追加されたケージに積載される。
新サイド6のコロニー「メーティス」での戦闘において、ゾルタンが本機の使用を要請したため、グルトップがコロニーに接近。しかし、NT-Dを発動したナラティブガンダム B装備に搭乗するヨナ・バシュタの叫びに呼応するように無人で起動。ケージを破壊し、コロニーの外壁に穴を開けて内部に侵入、ゾルタンのシナンジュ・スタインではなくナラティブガンダムを引き寄せ合体する。ヨナの怒りに任せて指先の砲門からビームを発射しようとし、コロニーが吹き飛ばされそうになるが、ユニコーンガンダム3号機 フェネクスの導きによって合体は解除され、未遂に終わる。制御システムの復旧した本機は、シナンジュ・スタインに先導されてグルトップへ帰投する。
その後、紆余曲折を経て「ゼネラル・レビル」を旗艦とする連邦軍艦隊を迎え撃つため、ゾルタンはシナンジュ・スタインと本機を合体させ出撃。新サイド6のヘリウム3備蓄基地近傍でジェガンやリゼルを多数撃破する。さらに、サイコシャードを形成し、サイコ・フィールドによって巨大なヘリウム3のガスタンクを包み込んで連邦軍艦隊に向けて押し出し、ヘリウム3を核融合反応臨界状態にして、更には核融合爆発を引き起こし、艦隊を壊滅させている。
生き残った数機のジェガンが、現れたフェネクスに導かれて抵抗を試みるも、IIネオ・ジオングはサイコミュ・ジャックによって彼らのコントロールを奪い、逆にフェネクスを追い詰める“生きた盾”とする。
攻防の末、フェネクスへとファンネル・ビットのケーブルを絡みつかせて捕らえた瞬間、ヨナのナラティブガンダム C装備が助けに入り、フェネクスとサイコフレームを共振させた同機の腕から放出されるサイコ・フィールドによって、本機のアーム・ユニット2基が分解される。激昂するゾルタンはふたたびサイコシャードの力によって、1基の貯蔵タンクを核融合反応爆発させ、フェネクスとナラティブ二機のガンダムを追い詰めている。
ダメージを受けたフェネクスをふたたびファンネル・ビットで捕らえ、基地のすべてのタンクを核融合爆発させるために必要なエネルギーを吸収しつつ、ナラティブガンダムには次いで参戦してきたイアゴ・ハーカナのジェスタをサイコミュ・ジャックして撃墜せんとする。そんな中、またもや新たに介入してきたミシェル・ルオらの乗るベースジャバーの捨て身の特攻により、ケーブルを切断され再度苛立つゾルタン。怒りのビーム・ソードによって、ミシェルの命がナラティブガンダムの周囲に展開したサイコ・フィールド・バリアーを叩き割り、撃破するも、ヨナ・バシュタにはコア・ファイターで脱出され、フェネクスに搭乗されてしまう。
青い燐光を振り撒くデストロイモードに“変身”したフェネクスの、サイコ・フィールドの影響で100メートル以上にも膨張・強化されたビーム・トンファーによって残りのアーム・ユニットを切り落とされ、次の瞬間にはサイコシャードすらも真っ二つにされてしまう。ゾルタンは全武装を失ったハルユニットを捨てて、ビーム・ナギナタを手にしたシナンジュ・スタインで特攻をかけるも、フェネクスには通じず、カウンターで突き込まれたビーム・トンファーのメガ粒子の中へと消えていく。
しかしサイコシャードも、機体も、肉体さえも失ってなおゾルタンの憎悪は、基地に残る多数のタンクを臨界状態にまで持ち込むが、フェネクスから発する巨大な翼のような虹色の光が周辺宙域を包み込むんだことで、反応臨界は基底状態へと鎮まり、残っていたハルユニットの残骸も溶けるように消えていくのだった。